# Vincentas Sladkevičius
Vincentas Sladkevičius (1920–2000) là một Hồng y người Litva của Giáo hội Công giáo Rôma. Ông từng đảm nhận vai trò Hồng y Đẳng Linh mục Nhà thờ Spirito Santo alla Ferratella, Tổng giám mục đô thành Tổng giáo phận Kaunas trong 7 năm, từ năm 1989 đến năm 1996.
Vốn là một giáo sĩ trong vai trò lãnh đạo giáo hội địa phương, ông từng đảm trách nhiều vai trò khác nhau trước khi tiến đến trở thành Tổng giám mục đô thành Kaunas, như: giám mục phụ tá Giáo phận Kaišiadorys (1957–1982), Giám quản Tông Tòa Giáo phận Kaišiadorys (1982–1989). Ngoài lãnh đạo các giáo phận được bổ nhiệm, ông còn đảm nhận vị trí quan trong tại Hội đồng giám mục quốc gia như: Chủ tịch Hội đồng Giám mục Litva (1988–1993). Ông được vinh thăng Hồng y ngày 28 tháng 6 năm 1988, bởi Giáo hoàng Gioan Phaolô II.

## Tiểu sử
Hồng y Vincentas Sladkevičius sinh ngày 20 tháng 8 năm 1920 tại Guroniai, Litva. Sau quá trình tu học dài hạn tại các cơ sở chủng viện theo quy định của Giáo luật, ngày 25 tháng 3 năm 1944, Phó tế Sladkevičius, 24 tuổi, tiến đến việc được truyền chức linh mục. Cử hành nghi thức truyền chức cho tân linh mục là Tổng giám mục Juozapas Skvireckas, Tổng giám mục đô thành Tổng giáo phận Kaunas. Tân linh mục là thành viên linh mục đoàn Giáo phận Kaišiadorys.
Sau 13 năm thi hành các công việc mục vụ với thẩm quyền và cương vị của một linh mục, ngày 14 tháng 11 năm 1957, Tòa Thánh loan tin Giáo hoàng đã quyết định tuyển chọn linh mục Vincentas Sladkevičius, 37 tuổi, gia nhập Giám mục đoàn Công giáo Hoàn vũ, với vị trí được bổ nhiệm là giám mục phụ tá Giáo phận Kaišiadorys, danh nghĩa Giám mục Hiệu tòa Abora. Lễ tấn phong cho vị giám mục tân cử được tổ chức sau đó vào ngày 25 tháng 12 cùng năm, với phần nghi thức chính yếu được cử hành cách trọng thể bởi vị chủ phong là giám mục Teofilius Matulionis, giám mục chính tòa Giáo phận Kaišiadorys. Tân giám mục chọn cho mình châm ngôn:FAC MECUM SIGNUM IN BONUM.
Năm 1971, ông gia nhập Dòng Các Cha Maria. Sau 15 năm đảm nhiệm vai trò là một giám mục phụ tá, Tòa Thánh quyết định chọn giám mục Sladkevičius đảm nhiệm vai trò Giám quản Tông Tòa Giáo phận Kaišiadorys. Thông báo bổ nhiệm được công bố vào ngày 15 tháng 7 năm 1982.
Bằng việc tổ chức công nghị Hồng y năm 1988 được cử hành chính thức vào ngày 28 tháng 6, Giáo hoàng Gioan Phaolô II đưa ra quyết định vinh thăng Tổng giám mục Vincentas Sladkevičius tước vị danh dự của Giáo hội Công giáo, Hồng y. Tân Hồng y thuộc Đẳng Hồng y Linh mục và Nhà thờ Hiệu tòa được chỉ định là Nhà thờ Spirito Santo alla Ferratella.
Chỉ khoảng nửa năm sau khi được vinh thăng tước vị Hồng y, Giám mục Sladkevičius được Tòa Thánh thăng Tổng giám mục, bằng việc bổ nhiệm giám mục này đảm nhận vai trò Tổng giám mục đô thành Tổng giáo phận Kaunas. Thông báo về việc bổ nhiệm này được công bố cách rộng rãi vào ngày 10 tháng 3 năm 1989.
Ngày 4 tháng 5 năm 1996, Tòa Thánh chấp thuận đơn hồi hưu của ông, vì lý do tuổi tác, theo Giáo luật. Ông qua đời ngày 28 tháng 5 năm 2000, thọ 80 tuổi.